# Качка свійська
Домашня качка ( лат. Anas platyrhynchos Anas platyrhynchos, іноді - Anas platyrhynchos f. domestica, Anas platyrhynchos domesticus, Anas domesticus або Anas domestica (Anas boschas domestica)  ; самець - селезень, пташенята - каченята) - водоплавна птиця з ряду гускоподібних (Anseriformes), родини качкових яка розводиться людиною, один з численних і поширених видів домашньої птиці. Літає погано, недалеко. Веде свій початок від звичайної дикої качки, або крижні  . За тривалу історію одомашнення людиною виведені різні породи качок  . Розводять їх заради м'яса, а також яєць  і жирної печінки ( фуа-гра ); крім того, від них отримують перо і пух .

## Історія одомашнення

### Походження від крижні
Існують спостереження , що вже після третього покоління у крижнів, які виховуються в неволі, стають помітними деякі зміни, характерні для домашньої качки, — збільшення розмірів тіла, незграбність ходи, зміна кольору деяких махових пір'їн, розширення білого нашийника у селезня і т. д.
З усіх добре відомих диких видів роду Anas тільки у селезня крижня чотири середніх хвостових пера загнуті догори. Те саме спостерігається і у домашньої качки, так як, далі, всі відомі в даний час породи домашніх качок по анатомічним ознаками нічим істотним не відрізняються від крижні, і так як, нарешті, всі вони дуже легко схрещуються між собою і дають плідне потомство, то думка про походження всіх порід домашніх качок від одного дикого виду — саме від крижні — має бути визнано більш вірним, ніж припущення про походження їх від декількох диких видів  .

### Качки в стародавньому світі
Розведення домашніх качок, скоріше за все, почалося близько 5 000 років тому в Месопотамії, в Стародавньому Шумері. На піктографічних глиняних табличках з господарськими документами з Урука кінця IV — початку III тис. до н. е., крім інших домашніх тварин, видно і гуси, і качки  .
Стародавні єгиптяни домашніх качок не знали і розводили тільки гусей .
Навіть Аристотель (384-322 рр. до н. е.) ще не знав домашніх качок, хоча вони були вже відомі грекам в більш давню епоху. Домашні качки римлян ще досить добре літали і, отже, не були цілком одомашнені  .
У Стародавній Індії близько 2000 років тому була одомашнена  оригінальна порода — качка-бігунок, яка походить з Південно-Східної Азії  .
За іншими відомостями , одомашнення качок відбувалося приблизно за тисячу років до н. е. в Європі, Азії, Північній Африці та Північній Америці .

## Зовнішній вигляд
Звичайна домашня качка цілком походить на крякву. Не слід плутати з мускусною качкою ( Cairina moschata )  .

## Продуктивність
Домашні качки характеризуються такими показниками продуктивності і відтворення  :
- статева зрілість — у віці 6-7 місяців;
- несучість за один цикл яйцекладки (5-6 місяців) — 90-130 яєць ;
- тривалість линьки — близько 4 місяців, при диференційованому світловому режимі — близько 2 місяців, після чого яйцекладка відновлюється;
- маса яєць — 85-90 г;
- термін інкубації яєць — 27-28 діб;
- жива маса дорослих селезнів — 3-4 кг, качок — 2-3,5 кг [8] .

## Породи качок
У напрямку продуктивності породи качок підрозділяються на м'ясні, м'ясо-яєчні або яєчно-м'ясні і яйценоскі  . Різноманітні породи качок в умовах сучасного качководства поступилися місцем високопродуктивним промисловим породам, лініям і кросам (здебільшого пекінської качки).

## Розведення

### В домашніх умовах
Домашні качки — корисна домашня птиця, легко розводиться, дуже витривала  .

### Промислове розведення
Основним видом продукції промислового качководства є м'ясо. Його виробництво здійснюється головним чином у спеціалізованих господарствах із застосуванням інтенсивної технології. Остання передбачає дво- або триразове комплектування батьківського стада і включає примусову прискорену линьку, що сприяє подовженню термінів яйцекладки і використання несучок. При цьому отримують до 250 яєць в рік на одну качку батьківського стада  .
При промисловому вирощуванні качок використовують клітинні батареї або пташники (без вигулів або з обмеженими вигулу), в яких є механізовані роздача кормів (комбікорми), напування, прибирання посліду, а також регулювання мікроклімату . Качата- бройлери відгодовуються на м'ясо до 50-55-добового віку при досягненні живої маси 2,5 кг і більше  .
Іноді створюють рибничо -качкові господарства — на базі рибоводів, в яких застосовується утримання качок на ставках і водоймах  .
За даними Продовольчої і сільськогосподарської організації ООН (ФАО) , у 2006 році чисельність домашніх качок в світі становила понад 2,6 млрд голів, в тому числі лідерами по їх розведенню були наступні країни: Китай (2 млн. 36 тис. голів), Франція (75 тис. голів), В'єтнам (72 тис. голів), Таїланд (57 тис. голів), Індія (50 тис. голів).

## Генетика
Класична генетика
У працях з класичної приватної генетики качок, із застосуванням гибридологічного аналізу, виявлені гени забарвлення оперення та інших дискретних морфологічних ознак і визначена генетична структура деяких качиних порід за цими локусами, в тому числі  :
- аутосомний домінантний ген дикого забарвлення M + — забарвлення і малюнок оперення дикого типу (наприклад, у качок української сірої породної групи); рецесивний аллель m d — забарвлення ДАСК (у деяких особин українських глинистої і сіркою породних груп);
- аутосомний домінантний ген темного забарвлення Li + —забезпечує повну експресію алелей локусу дикого типу M (у українських сірих качок);
- зчеплений зі статтю успадкування (локалізований на Z-хромосомою) рецесивний ген коричневого розведення d — світло-коричневе забарвлення (у українських глинистих качок);
- аутосомний рецесивний ген білого забарвлення c — біле оперення (у пекінських і українських білих качок);
- аутосомний домінантний ген суцільного чорного забарвлення E — чорне оперення (у чорних білогрудих качок);
- аутосомний домінантний ген білого нагрудника S — біла пляма на грудях і шиї (у чорних білогрудих качок);
- аутосомний рецесивний ген білого нагрудника b — біла пляма на грудях;
- аутосомний рецесивний ген білих махових пір'їн w — білі махові (у чорних білогрудих качок);
- аутосомний домінантний ген білої шкіри Y — біле забарвлення шкіри і дзьоба (у українських сірих, білих, глинистих і чорних білогрудих качок); рецесивний аллель y + — жовте забарвлення шкіри (зустрічається в українських білих качок);
- аутосомний рецесивний ген білого забарвлення шкаралупи яєць g — біла яєчна шкаралупа (у українських сірих, білих, глинистих і чорних білогрудих качок) і ін.[14][15]

У реципрокних схрещуваннях українських глинистих і українських білих качок з мускусними качками (чорної і білої різновидів) встановлені гомологичность по локалізованого на Z-хромосомою локусу d і негомологічних за аутосомним локусу c між двома видами  . 
Каріотип : 80 хромосом ( 2 <i id="mwASU">n</i> )  .
Молекулярна генетика
- Депоновані нуклеотидні послідовності в базі даних EntrezNucleotide, GenBank, NCBI, США : 192 006 [Архівовано 18 Березня 2022 у Wayback Machine.] (станом на 6 березня 2015).
- Депоновані послідовності білків в базі даних EntrezProtein, GenBank, NCBI, США: 42 686 [Архівовано 2 Вересня 2020 у Wayback Machine.] (за станом на 6 березня 2015).

Домашній качці (а також її дикого предка крижнів) — як генетично найбільш вивченого виду серед гусеподібних — належить велика частина депонованих послідовностей в ряді Anseriformes .
З метою обстеження генетичної різноманітності і філогенетичного споріднення між породами і популяціями домашніх качок проводять їх генотипування за допомогою генетичних маркерів —  випадково ампліфіціруемого полиморфной ДНК ( RAPD [en]) і мікросателітів  .
Геном : 1,24-1,54 пг ( C-value )  .
У 2013 році було здійснено секвенування повної геномної послідовності домашньої качки (пекінської породи)  . Завдяки хорошій якості збірки генома A. platyrhynchos, здійсненої на хромосомному рівні, вид має важливе значення в порівняльній геноміки для з'ясування еволюції пташиних геномів  .

## Фотогалерея

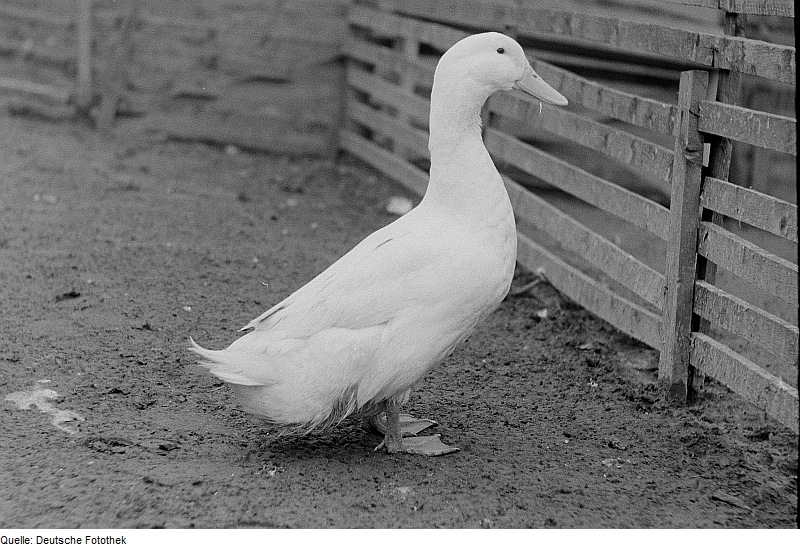
Селезень в загоні ( Саксонія )
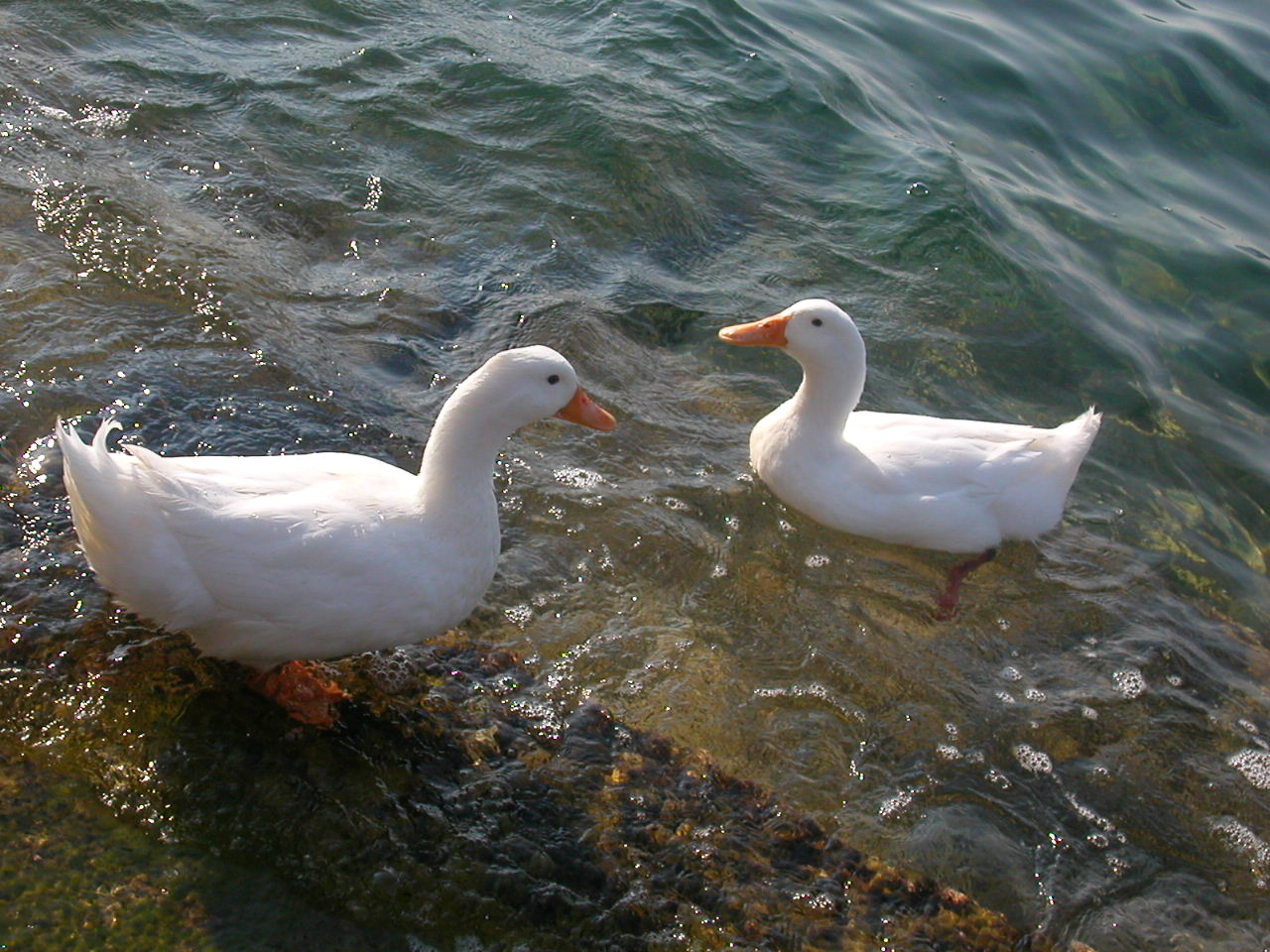
Пара диких домашніх качок
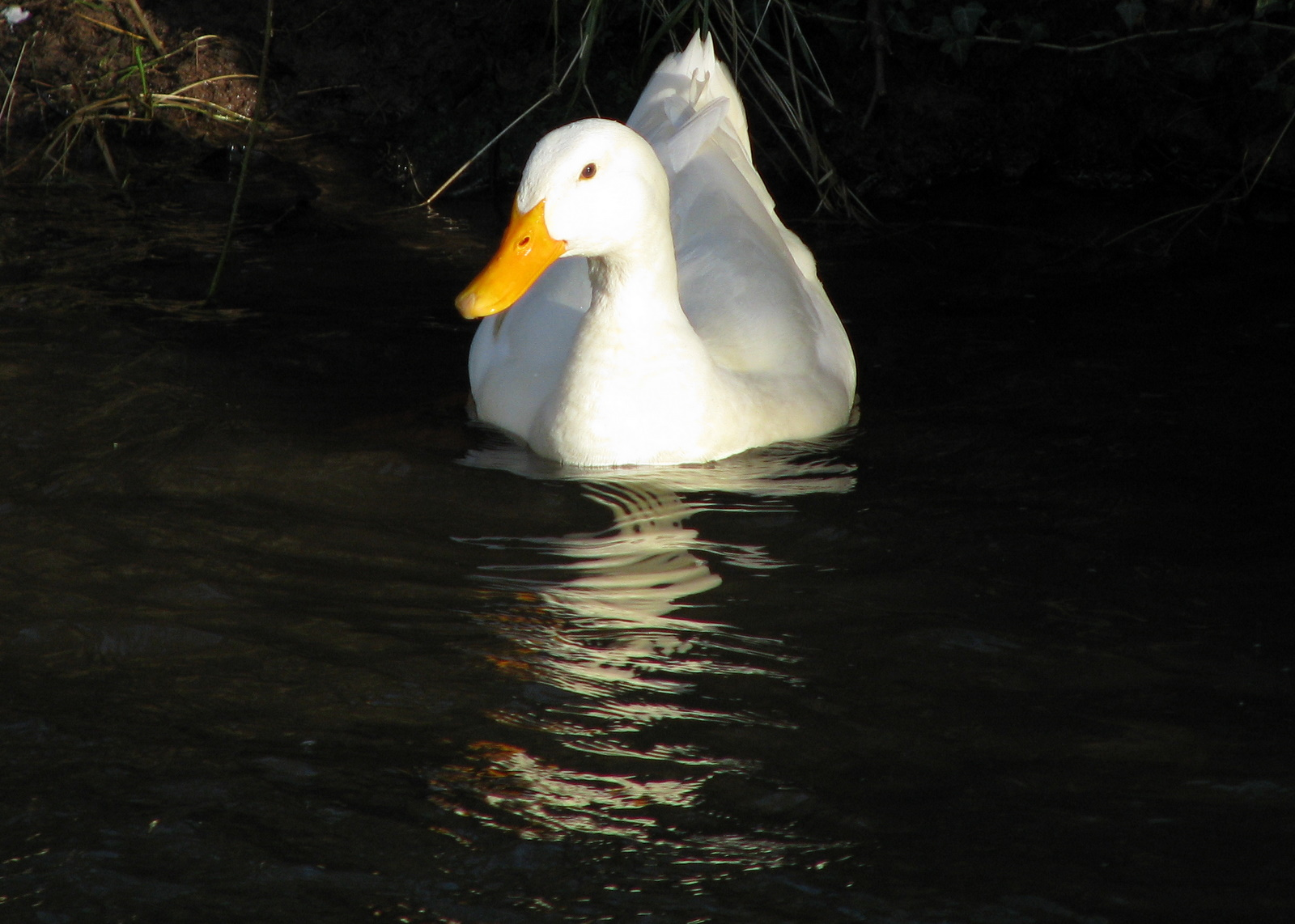
Качка на воді
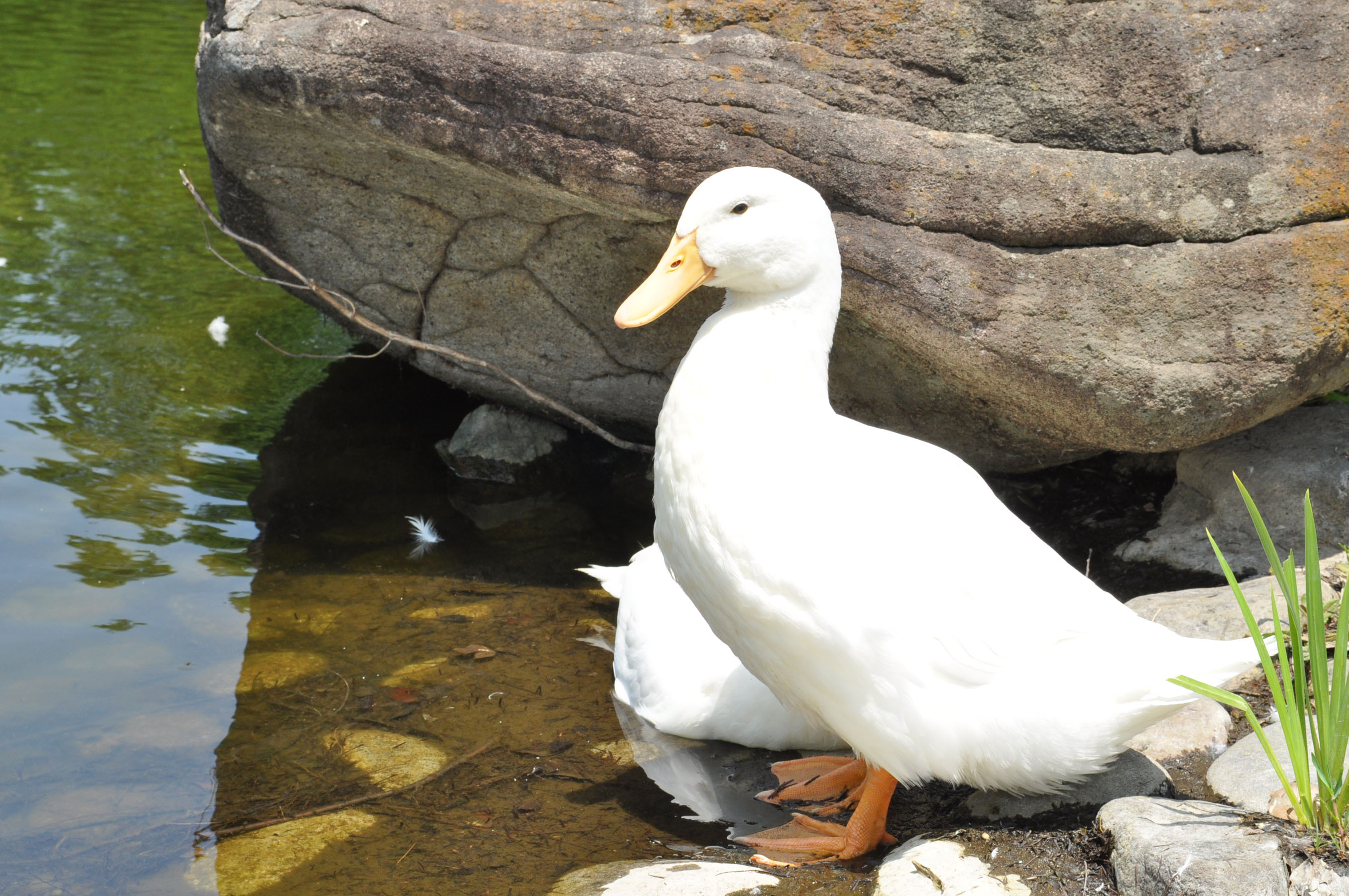
Пара домашніх качок у берега
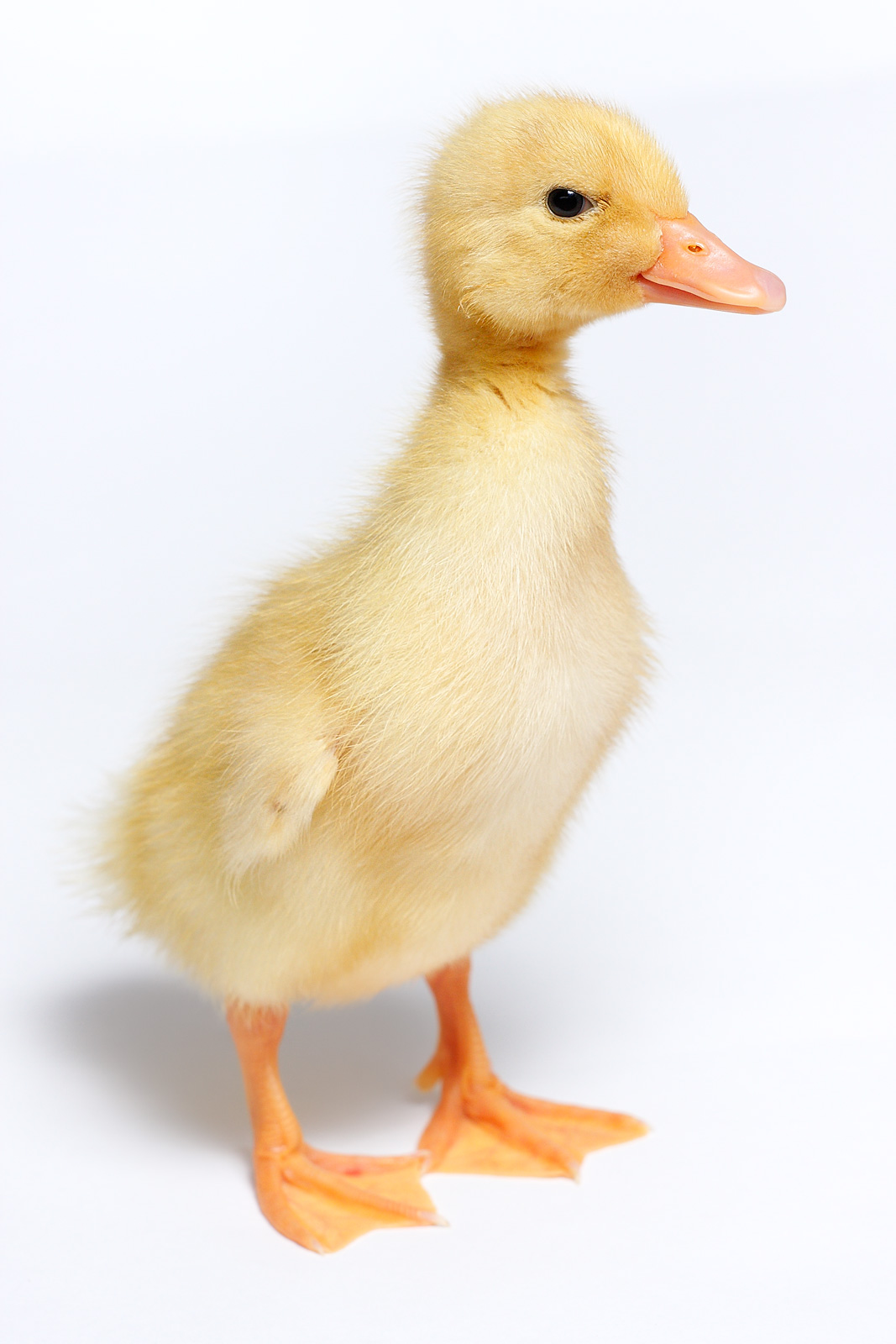
Каченя
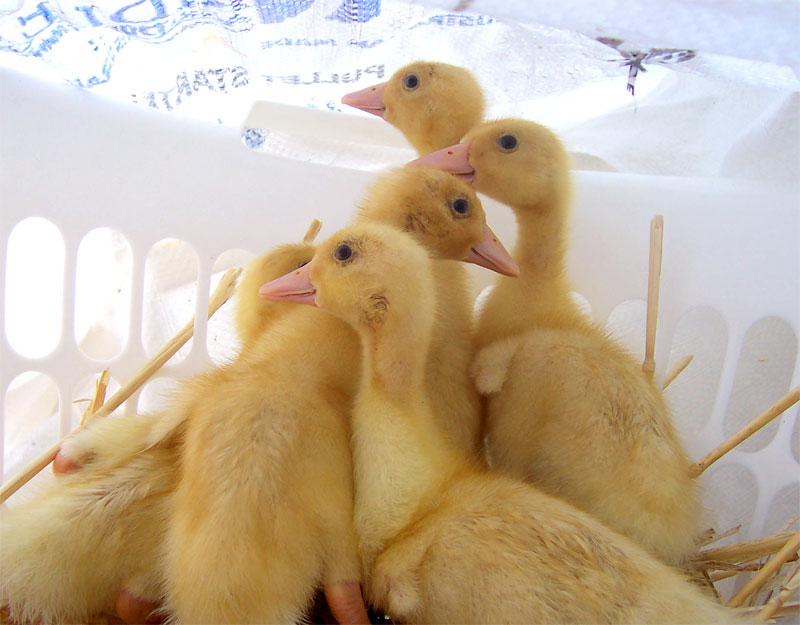
молодняк
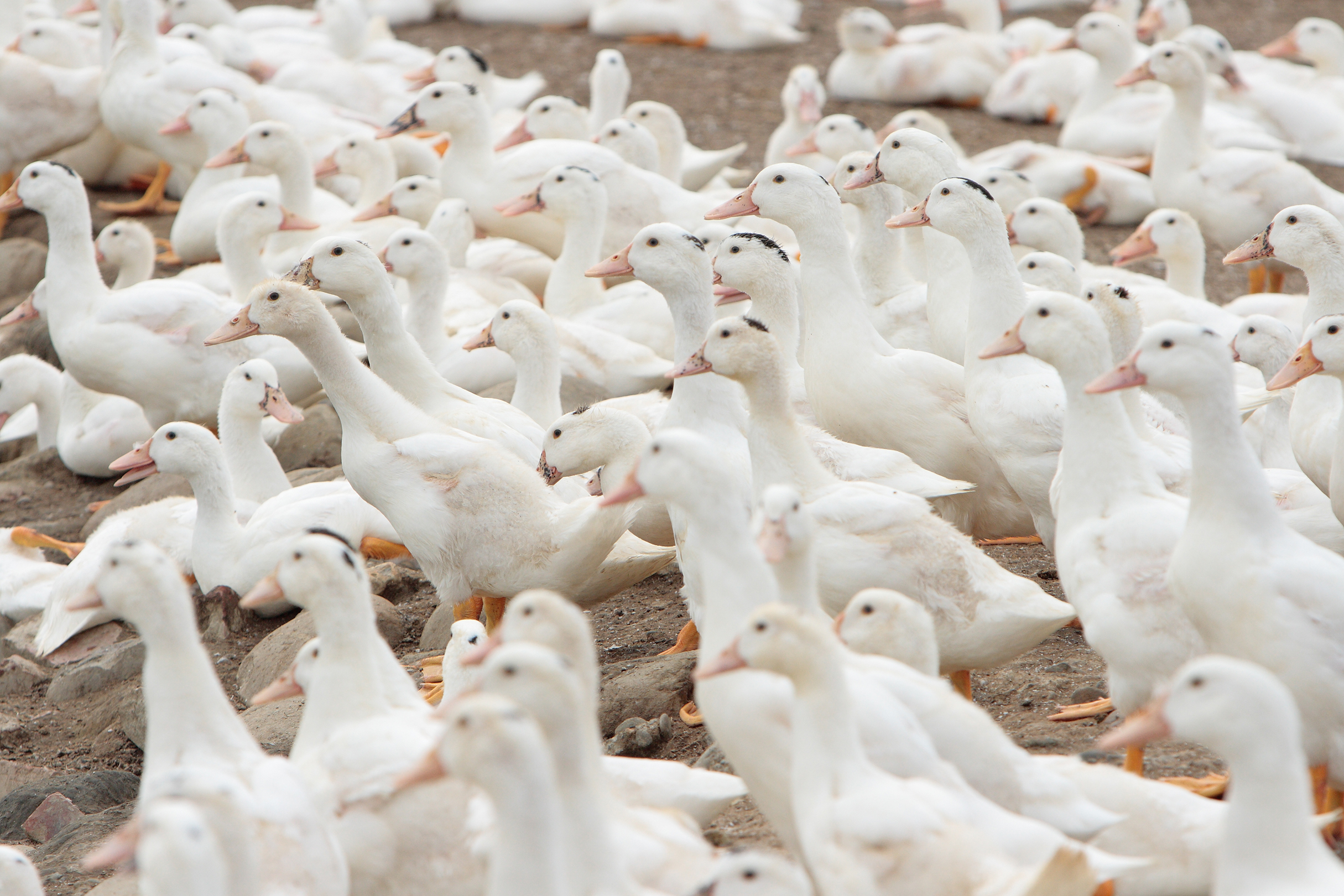
Качина ферма на Тайвані
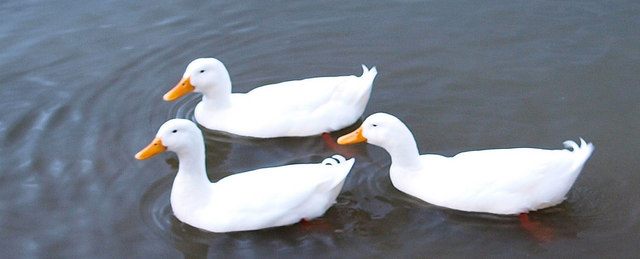
Пекінські качки в Уест-Йоркширі